# Movum
Die Zeitschrift movum – Debattenmagazin der Umweltbewegung (bis September 2017 movum – Briefe zur Transformation) war ein umweltpolitisches Periodikum, das von 2014 bis 2019 erschien. Es wollte an die Geschichte des Ökologischen Manifests anknüpfen, das in den 1970er Jahren in der Umweltdebatte eine Rolle spielte. Herausgeber waren Führungspersonen der Umweltorganisationen BUND, Deutsche Umweltstiftung, Euronatur, FÖS und Naturfreunde sowie des DGB, Chefredakteur war Joachim Wille. Jede Ausgabe widmete sich einem Themenbereich. Die Publikation wurde vom Bundesumweltministerium und vom Umwelt-Dachverband DNR gefördert.
Neben Autoren der beteiligten Verbände schrieben Wissenschaftler wie Paul Crutzen und Minister wie Barbara Hendricks für das Print- und Onlinemagazin. Ausdrücklich gewünscht waren Feedback und Diskussion mit den Lesern.
Die Deutsche Umweltstiftung schrieb über movum: „Unsere Sichtweise ist nicht das scheinbar Machbare, sondern das Notwendige, das wir machbar machen wollen.“
Die Druckausgabe lag bis Anfang 2016 kostenlos dem Wirtschafts- und Nachhaltigkeitsmagazin enorm und dann den Magazinen Politische Ökologie und Futurzwei bei.

## Herausgeber
- Martin Held, Gesprächskreis Die Transformateure[8]
- Reiner Hoffmann, Vorsitzender, Deutscher Gewerkschaftsbund (DGB)
- Damian Ludewig, Forum Ökologisch-Soziale Marktwirtschaft (FÖS)
- Michael Müller, Vorsitzender, Naturfreunde Deutschlands
- Christel Schroeder, Euronatur
- Jörg Sommer, Vorstandsvorsitzender, Deutsche Umweltstiftung
- Hubert Weiger, Bund für Umwelt und Naturschutz Deutschland (BUND)